# Пётр и Мазепа
Петр и Мазепа (ПиМ) — украинское информационное интернет-издание. Материалы на сайте публикуются преимущественно на русском языке, отдельные статьи — на украинском языке или же параллельно на двух языках. Отдельные языковые версии отсутствуют. Основная тематика — политика, социальные проблемы, российско-украинский конфликт. Внесено в реестр изданий, запрещённых Роскомнадзором.
Учредители — аналитик Дмитрий Подтуркин и политтехнолог Александр Нойнец, совладелец — Виктор Трегубов, главный редактор — Максим Гадюкин.

## Содержание выпусков
- Новости
- Дайджесты
  - «Доброе утро, Вьетнам!» — ежемесячный обзор хода российско-украинского конфликта;
  - «Смотри c перископом» — выборка новостей в день;
  - «Игра втёмную. Гибридная война с Россией» — еженедельный обзор информационных аспектов российско-украинского конфликта, совместный проект с изданием «Донбасс. Реалии» (последний принадлежит «Радио Свобода»);
  - «Вечер на позитиве» — ежедневная вечерняя подборка позитивных новостей из Украины;
  - «ТехноПиМ» — дайджест новостей из сферы технологий;
  - «КиберПиМ» — дайджест новостей из сферы кибербезопасности;
  - Прогноз курса гривны — еженедельный прогноз курса валют;
- Редакционные материалы и переводы
- Гринлайт — статьи внештатных авторов.

## История

### Создание и название
Ресурс начал работу 3 марта 2014 . По словам Александра Нойнеца, основателя ресурса, Пётр и Мазепа планировался быть созданным как франшиза российского националистического ресурса Спутник и Погром в Украине, с редакционной политикой, подконтрольной российским редакторам. Однако в условиях российской интервенции в Крым и его дальнейшей аннексии, ресурс было решено создавать независимым от российских редакторов, и работать исключительно для украинской аудитории.
По словам Александра Нойнеца, название символизирует два примера евроинтеграции : «Редакционная позиция в том, что Петр — пример правильной евроинтеграции: построить Европу дома. А Мазепа — пример неправильной евроинтеграции: продаться Европе. Ну и ещё Петр не любил Москву».

### Деятельность
Занимая критическую по отдельным вопросам позицию к президенту Украины П. Порошенко, издание поддерживает его поключевым вопросам как минимум с 2015 г., а также во время выборов президента Украины 2019 г. После его ухода с должности поддерживает в целом созданное им движение «Европейская солидарность», тогда как ряд авторов ушли из издания и стали активистами движения «Демократична Сокира».
Летом 2016 редакция ресурса объявила о начале конкурса «Помоги ВСУ пиратским роликом» — участникам конкурса предлагалось создать мотивационный видеоролик об украинской армии. 24 июля 2016 комиссия объявила трех победителей. Первое место завоевал ролик от Тараса из Львова — «Восставшая степь», динамичный клип, который развивается под стихотворение Максима Степного, начитанный лидером группы «Кому вниз» Андреем Середой . Победителя поздравил Президент Украины П. Порошенко.
23 февраля 2017 в должности главного редактора Антона Швеца сменил Виктор Трегубов.
6 декабря 2017 в день Вооруженных сил Украины редакция ресурса объявила конкурс «Подари армии плакат!» С целью помочь вооруженным силам получить качественные агитационные материалы и призвали всех желающих участвовать в участии или к пополнению средств фонда конкурса для его увеличения.
В апреле 2018 издание сообщило о получении статуса государственно зарегистрированного информационного агентства.
16 июля 2019 г. издание был внесен в реестр запрещенных сайтов Роскомнадзора за материал о современной политической оценке роли УПА и украинской вспомогательной полиции.
29 августа 2019 главным редактором стал Максим Гадюкин.
Издание занимает последовательно критическую позицию к В. Зеленскому и его партии «Слуга народа», хотя при этом подержало ряд проведенных при нём реформ (прежде всего, приватизацию земли). Из украинских политиков частыми объектами критики также являются Ю. Тимошенко, И. Коломойский, А. Аваков, А. Гриценко, а также партия А. Шария и движения «Оппозиционный блок» и «Оппозиционная платформа — За жизнь».

## Главные редакторы
- (2014—2015) Александр Нойнец[2]
- (??? — 2017) Антон Швец
- (2017—2019) Виктор Трегубов
- (с 2019) Максим Гадюкин